# Blackfoot vintertællinger
Blackfoot vintertællingerne var enkle måder at holde orden på årenes gang og gemme informationer om vigtige begivenheder for eftertiden. På eget initiativ huskede en person hvert år (”vinter”) på en betydningsfuld eller sjælden hændelse, oftest af stammemæssig eller personlig art.:3  Af flere anerkendte blackfoot vintertællinger:4  var kun én tegnet på et bisonskind; i modsætning til kiowaerne og siouxerne lærte en blackfoot sin vintertælling som en remse.:3 

## Bad Heads vintertælling
Bad Head var leder af blood gruppen Buffalo Followers (Followers of the Buffalo), der overvejende holdt til i det nuværende Montana. I 1855 var han kendt under navnet Father of Many Children, og han var medunderskriver af en traktat indgået med USA. Hans vintertælling var den eneste ført på et skind. Den dækker den tidligste periode af alle stammens vintertællinger ved at strække sig fra 1810 til 1883. Bad Head døde i 1884.:3  Ukendte folk videreførte vintertællingen til 1895.:4 
Vintertællingen eksisterer kun i tekstform nedfældet dels af missionær Emile Legal, der virkede i to blackfoot reservater mellem 1881-1897, dels af Robert N. Wilson, der bl.a. var i North-West Mounted Police fra 1881 til 1884. Begge lader til at have gengivet indholdet i vintertællingen uden kendskab til den andens interesse for den.:4 
Bad Heads vintertælling giver især informationer om navngivne krigeres sejre eller nederlag. En soldans gennemført om vinteren fandt sted i 1818.:6  Stjerneskuddene på nattehimlen i november 1833 under Jordens passage gennem Leoniderne nævnes, mens 1837 og andre år huskes for koppe-udbrud.:9  Sejren over mindst 50 assiniboiner i 1849 er registreret, og det samme er mødet med USAs repræsentanter i 1855, der resulterede i den første traktat med amerikanerne.:12  Året 1876 navngives efter de store bisonhjorde på jagtmarkerne,:16  hvorimod bisonens forsvinden fremhæves blot tre år senere. Bad Heads sidste tilføjelse til sin vintertælling var, at skinnerne til Canadian Pacific Railway gennemskar det gamle blackfoot land i 1883.:17 

## Elk Horns vintertælling
Vintertællingen ført af den sydlige piegan Elk Horn starter omkring 1845.:45  Den beretter ofte, ved hvilken flod eller kendt lokalitet pieganernes soldans fandt sted. Omkring 1850 afholdt lejren to soldanse det samme år. Kampe med både crower, shoshoner, gros ventres, kootenais og siouxer nævnes i vintertællingen.:46  Efter starten på reservatlivet gengives der alene et navn på en person, der var død i løbet af det pågældende år; intet andet var værd at viderebringe.:47 

## Big Braves vintertælling
Pieganen Big Brave startede sin vintertælling omkring 1850 og fortsatte den de næste 60 år. Den oplyser ofte navnene på både bortgangne og faldne pieganer. En bemærkelsesværdig episode med crower, der undslap pieganerne ved at fire sig ned fra en klippe ved hjælp af et reb,:48  kædes til et andet årstal end i Elk Horns vintertælling.:45  Den amerikanske oberst E. M. Bakers massakre på en sygdomsramt blackfoot lejr den 23. januar 1870:29  er nævnt i et separat tidsafsnit i vintertællingen. Det samme gælder kampen i efteråret 1870,:49  hvor flere blackfoot lejre ved handelsstationen Fort Whoop-up slog et fælles plains cree og assiniboine angreb tilbage og dræbte mindst 100.:117 

## Andre vintertællinger
Den mest interessante af tre andre vintertællinger blev ført af den nordlige blackfoot Houghton Running Rabbit. Den starter ved 1830 og slutter i 1937. Som en blackfoot i Canada (og ikke i Montana) lagde han vægt på andre begivenheder end dem nævnt af høvding Bad Head. Vintertællinger memoreret af Teddy Yellow Fly og Joe Little Chief er næsten identiske med Houghton Running Rabbits.:4 